# Xã Ellsworth, Quận Hamilton, Iowa
Xã Ellsworth (tiếng Anh: Ellsworth Township) là một xã thuộc quận Hamilton, tiểu bang Iowa, Hoa Kỳ. Năm 2010, dân số của xã này là 516 người.